# Water Valley (Mississippi)
Water Valley is een plaats (city) in de Amerikaanse staat Mississippi, en valt bestuurlijk gezien onder Yalobusha County.

## Demografie
Bij de volkstelling in 2000 werd het aantal inwoners vastgesteld op 3677.
In 2006 is het aantal inwoners door het United States Census Bureau geschat op 3830, een stijging van 153 (4,2%).

## Geografie
Volgens het United States Census Bureau beslaat de plaats een oppervlakte van
18,2 km², geheel bestaande uit land.

## Plaatsen in de nabije omgeving
De onderstaande figuur toont nabijgelegen plaatsen in een straal van 32 km rond Water Valley.